# Obsequio al maestro
|  |

El aguafuerte Obsequio al maestro es un grabado de la serie Los Caprichos del pintor español Francisco de Goya. Está numerado con el número 47 en la serie de 80 estampas. Se publicó en 1799.

## Interpretaciones de la estampa
Existen varios manuscritos contemporáneos que explican las láminas de los Caprichos. El que se encuentra en el Museo del Prado se tiene como autógrafo de Goya, pero parece más bien despistar y buscar un significado moralizante que encubra significados más arriesgados para el autor. Otros dos, el que perteneció a Ayala y el que se encuentra en la Biblioteca Nacional, realzan la parte más escabrosa de las láminas.
- Explicación de esta estampa del manuscrito del Museo del Prado: Es muy justo: Serían discípulos ingratos, si no visitaran a su catedrático, aquien deben todo lo que saben en su diabólica facultad.[2]

- Manuscrito de Ayala: Frailes y monjas más...turbadores.[2]

- Manuscrito de la Biblioteca Nacional: Las monjas y frailes que adoran la lujuria, cuyo simulacro se ve delante de la figura cabruna, no tienen más arbitrio regularmente que tocarse la pera, o tener policiones continuas.[2]